# 井上玲音
井上玲音（2001年7月17日—），東京都出身，是演藝經紀公司UP-FRONT AGENCY的女子偶像品牌Hello! Project旗下的女子偶像團體玉蘭花 Factory的前成員、Juice=Juice現籍成員。

## 個人資歷

### 2012年
- 作為「Nice Girl Trainee」研修生首次於「渋谷Glad」公開露面。

### 2013年
- 正式成為「Nice Girl Trainee」選拔成員。

### 2014年
- 直到11月為止，都是以「Nice Girl Trainee」成員的身分活動。（最後一次表演是在2014年11月16日當時還未改名的「チャオ ベッラ チンクエッティ」的LIVE上當舞者。）
- 11月29日・12月6日・29日於「ハロプロ研修生 発表会2014〜11・12月の生タマゴShow!〜」中，與淺倉樹樹・小野田紗栞・小片リサ・橋本渚・堀江葵月・島野萌々子・谷本安美・廣瀬彩海一同以Hello! Pro研修生新成員身分參與演出。

### 2015年
- 1月2日，於中野太陽廣場上舉辦的「Hello! Project 2015 WINTER」中宣布成立新團體玉蘭花 Factory（同年2月25日發表其團名）並且正式宣布升格為該團成員。
- 2016年4月1日，正式成為「おはスタ」2015年度的準助理主持「おはガール」。
- 6月3日於網路節目「ハロ！ステ」中宣布代表色為紫色。
- 9月2日，首張主流出道單曲Dosukoi! 謙虛而大膽 / 愛吃拉麵的小泉同學之歌 / 小心又小心（認真Ver.）發售。

### 2020年
- 1月8日，事務所宣布玉蘭花 Factory將於3月30日舉辦解散演唱會，而她之後會繼續留在早安家族。
- 4月1日，事務所宣布她將加入Juice=Juice，但會等到宮本佳林畢業後才會正式參與團體活動。後因嚴重特殊傳染性肺炎的影響，宮本的畢業演唱會延期至另行通知，所以她與宮本其實曾經共事過一段時間，直至12月10日宮本的畢業演唱會為止，而且期間也有在Juice=Juice的YouTube官方網頁中上載翻唱新組合歌曲的影片。
- 4月16日，於FM-FUJI開設冠名電台節目『GIRLS♥GIRLS♥GIRLS =FULL BOOST= 「井上玲音のMusic Letters」』。
- 5月15日，開設個人Instagram社交網站[1]。
- 6月27日，在AbemaTV「FC町田ゼルビアをつくろう〜ゼルつく〜」的企劃中成為「ゼルつく宣伝大使2号」，為當時日本職業乙組足球聯賽球隊町田澤維亞足球會宣傳[2][3]。

- 10月29日，她在其冠名電台節目中宣佈在Juice=Juice的個人應援色為白色[4][5]，但是宣佈之前其實仍未有任何個人應援色，現場大多沿用舊組合的紫色，縱然與宮本佳林同色。

## 人物
- 家中排行為三姊妹中的么妹。因為姊妹的名字裡都有「玲」一字，加上父母希望她能喜歡上音樂所以將她命名為「玲音」。
- 興趣是唱歌、跳舞、繪畫。特技是超高速眨眼睛。
- 想當偶像的契機是因為動畫偶像宣言的影響。
- 「Nice Girl Trainee」時期憧憬的前輩為「チャオ ベッラ チンクエッティ」。
- 在早安家族憧憬的目標為前℃-ute成員萩原舞。
- 視玉蘭花 Factory的野村みな美及山茶花 Factory的淺倉樹樹為競爭對手。
- 因前早安少女組。成員飯窪春菜曾公開說過喜歡井上，所以在飯窪最後的生日會及Bus Tour上曾經以嘉賓身份出演。
- 喜歡的早安家族歌曲為℃-ute的愛情是更嶄新的及世界上最HAPPY的女孩。
- 與野村みな美在同一間醫院出生。
- 喜歡吉卜力動畫。
- 擅長B-box。在玉蘭花 Factory時期的和聲合唱演出中經常擔當此角色，亦在單曲「從現在就開始!」中加插B-box元素[6]。移藉到Juice=Juice以後，演唱「CHOICE&CHANCE」時也會加插一些B-box元素在其中[7]，在加入Juice=Juice之後首支單曲、翻唱Sugar Babe作品「DOWN TOWN」裡面也加插了井上演繹的一段B-box[8]

- 玉蘭花 Factory在2020年1月宣佈解散的時候，井上已經希望留在早安家族之中。最初被問起有關前路問題，井上只表示「仍未清楚」，但後來接受另一訪問提到留在早安家族的理由是「自己想有屬於自己的個人演出，因為知道有組合成員可以做到這件事(Juice=Juice的宮本佳林及金澤朋子已經在2019年開辦過個人演唱會)，但是仍未是時候，所以決定留在早安家族。[9]」剛好玉蘭花 Factory在同年3月30日解散之後，4月1日就在Juice=Juice的新曲發佈會直播中透過隊長金澤朋子的宣佈決定加入組合[10][11][12]，並在同一日開始更新在新組合的部落格[13]；然而在後來上載至YouTube官方網頁的特輯裡面，其實井上早在新曲發佈會前的3月31日已經預先與Juice=Juice其他成員會面[14]。

## 出演

### 電視節目
- おはスタ（2015年4月8日 - 2016年4月1日、テレビ東京）

### 廣播節目
- GIRLS♥GIRLS♥GIRLS =FULL BOOST= 「井上玲音のMusic Letters」（2020年4月16日 - 、FM-FUJI）

### 舞台劇
- 演劇女子部 ミュージカル「Week End Survivor」（2015年3月26日 - 4月5日、シアターグリーン BIG TREE THEATER） - ケイコ 役
- JKニンジャガールズ（2017年2月23日 - 3月4日、全労済ホール/スペース・ゼロ） - 大野ノゾミ 役
- こくみん共済 coop ホール／スペース・ゼロ提携公演 演劇女子部「リボーン～13人の魂は神様の夢を見る～」（2019年11月14日 - 24日、こくみん共済 coop ホール／スペース・ゼロ） - ジャンヌ・ダルク 役

### 電影
- 映画版 JKニンジャガールズ（2017年7月17日公開、東映） - 大野ノゾミ 役

### 網路電視
- FC町田ゼルビアをつくろう〜ゼルつく〜（2019年3月 - 、AbemaTV）- 執行部

### 網路劇
- スカパー!朝のTwitterドラマ「#さぼり」（2019年9月16日 - 28日、スカパー!Twitter公式アカウント） - 主演

## 作品

### 配信樂曲
- いのうえのうた（2017年6月30日） - 井上玲音・井上ひかる(前ハロプロ研修生)

### 寫真集
- 玲音（2017年11月11日、オデッセー出版、撮影：岡本武志）
- 玲音（2017年11月11日、オデッセー出版、撮影：岡本武志）